# Thymus holosericeus
Thymus holosericeus ist eine Pflanzenart aus der Gattung der Thymiane (Thymus) in der Familie der Lippenblütler.

## Beschreibung
Thymus holosericeus ist ein kleiner, rasenbildender Strauch, der bis zu 10 cm hoch wird und an der Basis verholzt. Die blütentragenden Stängeln werden 3 bis 6 cm hoch, ihre Internodien sind deutlich kürzer als die Laubblätter und samtig behaart. Die Laubblätter sind 10 bis 15 mm lang und 1,5 bis 2 mm breit. Sie sind schmal umgekehrt-lanzettlich, nach vorn spitz, fein gezähnt, samtig behaart und in der unteren Hälfte bewimpert.
Die Blütenstände sind dichte, langgestreckte Kapitula. Die Tragblätter sind etwa 9 mm lang und 4 mm breit, eiförmig, spitz und bläulich grau-grün gefärbt. Der Kelch ist 4 bis 5 mm lang, filzig-samitig behaart, die Kelchröhre ist mehr oder weniger zylindrisch und die oberen Zähne sind etwa 0,5 cm lang, schmal lanzettlich und bewimpert. Die Krone ist 7 bis 9 mm lang und pink-purpurn gefärbt.

## Vorkommen und Standorte
Die Art kommt auf Kefalonia im Westen Griechenlands vor.